# A Dal 2018 – A legjobb 30
A Dal 2018 – A legjobb 30 a 2018-as Eurovíziós Dalfesztivál magyarországi nemzeti döntős dalainak válogatáslemeze, melyet az MTVA jelentetett meg 2018. január 26-án. Az album tartalmazza a műsorban részt vevő mind a 30 dalt, beleértve azokat is, akik nem jutottak tovább a elő-, illetve a középdöntőből.

## Az album dalai
| 1.  | Budapest Girl               | Király Viktor, Ashley Hicklin, Závodi Marcel, Király Tamás / Király Viktor, Ashley Hicklin           | Király Viktor                    |       |
| 2.  | Mese a királyról            | Vörös Milán / Orsovai Renáta                                                                         | Nene                             |       |
| 3.  | 1 szó mint 100              | Jelasity Péter                                                                                       | #yeahla feat. Eszes Viki         | 02:54 |
| 4.  | Turn The Lights On          | Dutka András                                                                                         | Andy Roll                        | 02:57 |
| 5.  | Kisnyuszi a kalapban        | Ferencz-Kuna Valéria, Kuna Márton, Ferencz-Kuna Gyula, Kuna Bence / Ferencz-Kuna Valéria, Kuna Bence | Fourtissimo feat. Markanera      |       |
| 6.  | Nagybetűs szavak            | Biró Szabolcs, Boros Gábor, Földesi Attila, Kertész Csaba, Vikukel Dániel / Bíró Szabolcs            | Maszkura és a tücsökraj          | 03:00 |
| 7.  | Runaround                   | Ferencz Péter, Magán Olivér, Závodi Attila, Gudics Martin, Gudics Marcell / Ferencz Péter            | Peet Project                     |       |
| 8.  | Életre kel                  | Szakcsi Lakatos Róbert / Müller Péter Sziámi                                                         | Szőke / Kökény / Szakcsi Lakatos | 02:59 |
| 9.  | Ne hagyj reményt            | Sztevanovity Krisztián / Sztevanovity Dusán                                                          | Vastag Tamás                     |       |
| 10. | Viszlát nyár                | Kökényes Dániel, Brucker Bence, Veress Áron, Schiszler Soma / Siklósi Örs                            | AWS                              |       |
| 11. | Satellites                  | Vavra Bence András, Szűcs Norbert / Kozma Kata                                                       | Ceasefire X                      |       |
| 12. | Azt mondtad                 | Dánielfy Gergely / Völgyesi Árpád                                                                    | Dánielfy Gergely                 |       |
| 13. | Journey (Break Your Chains) | Balogh Tamás, Horváth Cintia                                                                         | Horváth Cintia és Balogh Tomi    | 02:28 |
| 14. | Bármerre jársz              | Tóth G. Zoltán / Kathy Zsolt                                                                         | Ham ko Ham                       | 03:01 |
| 15. | H Y P N O T I Z E D         | Márta Alex                                                                                           | Gulyás Roland                    | 02:48 |

| 1.  | Good Vibez         | Heincz Gábor / Méhes Adrián                                                                                   | Heincz Gábor Biga |       |
| 2.  | Meggyfa            | Horváth Tamás                                                                                                 | Horváth Tamás     | 03:00 |
| 3.  | Nem szól harang    | Köteles Leander                                                                                               | Leander Kills     |       |
| 4.  | Kirakat élet       | Pál Benjamin / Pál Benjamin, Prommer Patrik                                                                   | LivingRoom        |       |
| 5.  | Nekem te           | Szalma Edvárd, Szikszai Péter                                                                                 | Maya 'n' Peti     |       |
| 6.  | Aranyhal           | Toldi Miklós, Polgár Odett / Hujber Szabolcs                                                                  | Odett             |       |
| 7.  | Jó szelet!         | Dobos Gábor, Kátai Tamás, Ujvári Gyula / Dobos Gábor                                                          | Patikadomb        |       |
| 8.  | Zöld a május       | Süle Zsolt, Bodnár Péter / Süle Zsolt                                                                         | Süle Zsolt        |       |
| 9.  | Levegőt!           | Takácsová Noémi, Szabó Dániel Ferenc, Szeifert Bálint Artúr, Tóth István / Takácsová Noémi, Jeszenszky Márton | Noémo             |       |
| 10. | Vigyázó            | Kiss József / Schautek Bálint                                                                                 | Nova Prospect     | 03:01 |
| 11. | Lusta lány         | Szabó Márton / Pájer Gábor                                                                                    | SativuS           |       |
| 12. | Crack My Code      | Bella Máté, Johnny K. Palmer / Johnny K. Palmer                                                               | Tolvai Reni       | 02:57 |
| 13. | I Let You Run Away | Szabó Ádám, Somogyvári Dániel / Petneházy Flóra                                                               | yesyes            |       |
| 14. | Butterfly House    | John King / Andy Vitolo                                                                                       | Singh Viki        |       |
| 15. | Nobody to Die for  | Knoll Gabi, Burai Krisztián, Stanislav Bendarzsevszkij / Knoll Gabi                                           | Knoll Gabi        |       |